# Eduard Pap
Eduard Adrian Pap (sinh ngày 1 tháng 7 năm 1994) là một cầu thủ bóng đá người România thi đấu cho Botoșani ở vị trí thủ môn.

## Sự nghiệp câu lạc bộ
Pap có màn ra mắt ở cấp độ chuyên nghiệp trước UTA Arad vào năm 2013. Anh giữ sạch lưới trong trận đầu tiên tại Liga I, khi đấu với CFR Cluj.